# Boechera duchesnensis
Boechera duchesnensis là một loài thực vật có hoa trong họ Cải. Loài này được (Rollins) Windham, Al-Shehbaz & Allphin mô tả khoa học đầu tiên năm 2007.